# Cigla
Cigla (hongrois : Czigla) est un village de Slovaquie situé dans la région de Prešov.

## Histoire
Première mention écrite du village en 1427.

## Démographie

### Évolution de la population
| Année:               | 1994. | 2004.   | 2014.    | 2024.    |
| -------------------- | ----- | ------- | -------- | -------- |
| Nombre de personnes: | 86    | 80      | 97       | 79       |
| Différence:          |       | -6,97 % | +21,25 % | -18,55 % |

| Année:               | 2023. | 2024.   |
| -------------------- | ----- | ------- |
| Nombre de personnes: | 77    | 79      |
| Différence:          |       | +2,59 % |